# Gran Premio de Indonesia de Motociclismo de 1997

Sentul International Circuit

El Gran Premio de Indonesia de Motociclismo de 1997 fue la decimocuarta prueba del Campeonato del Mundo de Motociclismo de 1997. Tuvo lugar en el fin de semana del 26 al 28 de septiembre de 1997 en el Circuito Internacional de Sentul, situado en la ciudad de Bogor, Indonesia. La carrera de 500cc fue ganada por Tadayuki Okada, seguido de Mick Doohan y Àlex Crivillé. Max Biaggi ganó la prueba de 250cc, por delante de Tohru Ukawa y Olivier Jacque. La carrera de 125cc fue ganada por Valentino Rossi, Kazuto Sakata fue segundo y Jorge Martínez tercero.

## Resultados 500cc
| Pos. | N.º | Piloto                   | Constructor | Vueltas | Tiempo    | Parrilla | Pts. |
| ---- | --- | ------------------------ | ----------- | ------- | --------- | -------- | ---- |
| 1    | 7   | Tadayuki Okada           | Honda       | 30      | 43:22.010 | 2        | 25   |
| 2    | 1   | Mick Doohan              | Honda       | 30      | +0.069    | 1        | 20   |
| 3    | 2   | Àlex Crivillé            | Honda       | 30      | +10.991   | 3        | 16   |
| 4    | 18  | Nobuatsu Aoki            | Honda       | 30      | +11.783   | 7        | 13   |
| 5    | 5   | Norifumi Abe             | Yamaha      | 30      | +12.193   | 8        | 11   |
| 6    | 8   | Carlos Checa             | Honda       | 30      | +15.950   | 6        | 10   |
| 7    | 24  | Takuma Aoki              | Honda       | 30      | +30.887   | 10       | 9    |
| 8    | 20  | Sete Gibernau            | Yamaha      | 30      | +42.057   | 11       | 8    |
| 9    | 10  | Kenny Roberts Jr.        | Modenas KR3 | 30      | +42.812   | 13       | 7    |
| 10   | 19  | Doriano Romboni          | Aprilia     | 30      | +46.526   | 4        | 6    |
| 11   | 16  | Jürgen Fuchs             | Elf 500     | 30      | +50.816   | 9        | 5    |
| 12   | 6   | Daryl Beattie            | Suzuki      | 30      | +50.866   | 12       | 4    |
| 13   | 27  | Peter Goddard            | Suzuki      | 30      | +1:00.050 | 18       | 3    |
| 14   | 9   | Alberto Puig             | Honda       | 30      | +1:05.583 | 17       | 2    |
| 15   | 22  | Kirk McCarthy            | Yamaha      | 30      | +1:05.948 | 19       | 1    |
| 16   | 55  | Régis Laconi             | Honda       | 30      | +1:06.675 | 16       |      |
| 17   | 17  | Lucio Pedercini          | ROC Yamaha  | 29      | +1 Vuelta | 21       |      |
| 18   | 25  | Laurent Naveau           | ROC Yamaha  | 29      | +1 Vuelta | 23       |      |
| Ret  | 12  | Jean-Michel Bayle        | Modenas KR3 | 20      |           | 14       |      |
| Ret  | 15  | Frédéric Protat          | Honda       | 17      |           | 24       |      |
| Ret  | 3   | Luca Cadalora            | Yamaha      | 14      |           | 5        |      |
| Ret  | 14  | Juan Borja               | Elf 500     | 13      |           | 15       |      |
| Ret  | 4   | Alex Barros              | Honda       | 11      |           | 20       |      |
| Ret  | 21  | Jurgen van den Goorbergh | Honda       | 11      |           | 22       |      |

- Pole Position: Mick Doohan, 1:25.474
- Vuelta Rápida: Tadayuki Okada, 1:26.141

## Resultados 250cc
| Pos. | N.º | Piloto               | Constructor | Vueltas | Tiempo    | Parrilla | Pts. |
| ---- | --- | -------------------- | ----------- | ------- | --------- | -------- | ---- |
| 1    | 1   | Max Biaggi           | Honda       | 28      | 41:35.549 | 1        | 25   |
| 2    | 5   | Tohru Ukawa          | Honda       | 28      | +6.592    | 5        | 20   |
| 3    | 19  | Olivier Jacque       | Honda       | 28      | +7.979    | 2        | 16   |
| 4    | 31  | Tetsuya Harada       | Aprilia     | 28      | +9.297    | 3        | 13   |
| 5    | 12  | Takeshi Tsujimura    | TSR-Honda   | 28      | +17.192   | 6        | 11   |
| 6    | 7   | Haruchika Aoki       | Honda       | 28      | +17.246   | 9        | 10   |
| 7    | 2   | Ralf Waldmann        | Honda       | 28      | +17.681   | 4        | 9    |
| 8    | 15  | Stefano Perugini     | Aprilia     | 28      | +45.850   | 8        | 8    |
| 9    | 27  | Sebastián Porto      | Aprilia     | 28      | +49.571   | 11       | 7    |
| 10   | 11  | Jeremy McWilliams    | Honda       | 28      | +59.835   | 10       | 6    |
| 11   | 8   | Cristiano Migliorati | Honda       | 28      | +1:01.933 | 14       | 5    |
| 12   | 21  | Franco Battaini      | Yamaha      | 28      | +1:03.717 | 16       | 4    |
| 13   | 18  | Osamu Miyazaki       | Yamaha      | 28      | +1:05.791 | 15       | 3    |
| 14   | 65  | Loris Capirossi      | Aprilia     | 28      | +1:08.297 | 7        | 2    |
| 15   | 10  | Luca Boscoscuro      | Honda       | 28      | +1:21.612 | 17       | 1    |
| 16   | 25  | Oliver Petrucciani   | Aprilia     | 27      | +1 Vuelta | 21       |      |
| 17   | 16  | William Costes       | Honda       | 27      | +1 Vuelta | 23       |      |
| Ret  | 99  | Giuseppe Fiorillo    | Aprilia     | 24      |           | 19       |      |
| Ret  | 20  | Noriyasu Numata      | Suzuki      | 18      |           | 13       |      |
| Ret  | 14  | Jamie Robinson       | Suzuki      | 18      |           | 22       |      |
| Ret  | 17  | José Luis Cardoso    | Yamaha      | 12      |           | 18       |      |
| Ret  | 28  | Eustaquio Gavira     | Aprilia     | 10      |           | 25       |      |
| Ret  | 6   | Luis d'Antin         | Yamaha      | 4       |           | 12       |      |
| Ret  | 26  | Emilio Alzamora      | Honda       | 4       |           | 20       |      |
| DNS  | 22  | Kurtis Roberts       | Honda       |         |           | 24       |      |

- Pole Position: Max Biaggi, 1:27.438
- Vuelta Rápida: Max Biaggi, 1:28.256

## Resultados 125cc
| Pos. | N.º | Piloto             | Constructor | Vueltas | Tiempo    | Parrilla | Pts. |
| ---- | --- | ------------------ | ----------- | ------- | --------- | -------- | ---- |
| 1    | 46  | Valentino Rossi    | Aprilia     | 26      | 41:14.511 | 4        | 25   |
| 2    | 8   | Kazuto Sakata      | Aprilia     | 26      | +3.028    | 3        | 20   |
| 3    | 5   | Jorge Martínez     | Aprilia     | 26      | +5.238    | 1        | 16   |
| 4    | 7   | Noboru Ueda        | Honda       | 26      | +8.369    | 11       | 13   |
| 5    | 3   | Tomomi Manako      | Honda       | 26      | +8.929    | 2        | 11   |
| 6    | 2   | Masaki Tokudome    | Aprilia     | 26      | +8.999    | 6        | 10   |
| 7    | 21  | Gianluigi Scalvini | Honda       | 26      | +9.313    | 10       | 9    |
| 8    | 41  | Youichi Ui         | Yamaha      | 26      | +9.476    | 9        | 8    |
| 9    | 72  | Garry McCoy        | Aprilia     | 26      | +24.580   | 7        | 7    |
| 10   | 15  | Roberto Locatelli  | Honda       | 26      | +30.581   | 8        | 6    |
| 11   | 20  | Masao Azuma        | Honda       | 26      | +30.605   | 13       | 5    |
| 12   | 24  | Gino Borsoi        | Yamaha      | 26      | +31.029   | 15       | 4    |
| 13   | 10  | Lucio Cecchinello  | Honda       | 26      | +31.096   | 17       | 3    |
| 14   | 19  | Frédéric Petit     | Honda       | 26      | +31.117   | 14       | 2    |
| 15   | 22  | Steve Jenkner      | Aprilia     | 26      | +32.467   | 19       | 1    |
| 16   | 29  | Ángel Nieto Jr     | Aprilia     | 26      | +32.853   | 24       |      |
| 17   | 17  | Enrique Maturana   | Yamaha      | 26      | +33.003   | 12       |      |
| 18   | 42  | Shahrol Yuzy       | Honda       | 26      | +33.504   | 16       |      |
| 19   | 25  | Josep Sardá        | Honda       | 26      | +56.451   | 21       |      |
| 20   | 39  | Jaroslav Huleš     | Honda       | 26      | +56.520   | 22       |      |
| 21   | 62  | Yoshiaki Katoh     | Yamaha      | 26      | +59.346   | 20       |      |
| Ret  | 32  | Mirko Giansanti    | Honda       | 18      |           | 5        |      |
| Ret  | 33  | Manfred Geissler   | Aprilia     | 11      |           | 18       |      |
| Ret  | 12  | Dirk Raudies       | Honda       | 10      |           | 23       |      |
| Ret  | 43  | Xavier Soler       | Aprilia     | 10      |           | 25       |      |
| Ret  | 56  | Irvan Octavianus   | Yamaha      | 5       |           | 28       |      |
| Ret  | 55  | Ahmad Jayadi       | Yamaha      | 1       |           | 26       |      |
| DNS  | 53  | Rudi Arianto       | Yamaha      |         |           | 27       |      |
| DNQ  | 57  | Arief Budiman      | Yamaha      |         |           |          |      |

- Pole Position: Jorge Martínez, 1:34.393
- Vuelta Rápida: Valentino Rossi, 1:34.044